# Sân bay London Southend
Sân bay London Southend (mã sân bay IATA: SEN, mã sân bay ICAO: EGMC) ở khu vực tại quận Rochford trong Essex, Anh, Vương quốc Anh. Đây là một trong sáu sân bay của London.
Trong những năm 1960, Southend là sân bay bận rộn thứ ba ở Vương quốc Anh. Nó vẫn là sân bay bận rộn thứ ba của London về số lượt khách phục vụ cho đến cuối những năm 1970, khi vai trò của "sân bay thứ ba của London" đã chuyển quan cho sân bay London Stansted. Sau khi sân bay được mua lại bởi Tập đoàn Stobart trong năm 2008, đã có một chương trình liên tục phát triển, và hãng Easy Jet là để bắt đầu các dịch vụ điều hành và mở một cơ sở tại Southend vào tháng 4 năm 2012. Các nhà khai thác sân bay hy vọng sẽ tăng số lượng hành khách lên hai triệu lượt mỗi năm vào năm 2020.